# Morvan Lez-Breizh
Morvan, o Murman (750 circa – 818), viene considerato il primo sovrano della Bretagna unificata. Il soprannome Lez-Breizh (letteralmente "anca", "sostegno" della Bretagna) risale ai primi del XIX secolo.

## Biografia
Originario dei dintorni di Priziac (Morbihan), regnò sul Broërec, la Dumnonia e la diocesi di Léon. Il suo castello, oggi scomparso, si trovava probabilmente sulla collina di Minez Morvan dalle parti di Le Faouët-Langonnet.
Sulle sue terre si svolse una sanguinosa battaglia durante la quale Morvan resistette vittoriosamente alle truppe franche di Ludovico il Pio; le sue imprese sono tramandate nel Barzaz Breiz, ma ne abbiamo notizia anche dalla testimonianza del cronista franco Ermoldo il Nero: questi racconta come il monaco Witkar, inviato da Ludovico il Pio in ambasciata presso Murman per chiedere la sottomissione dei Bretoni, si sentì rispondere:
(Poema di Ermoldo il Nero, canto III)
In effetti, intorno all'anno 800, la Bretagna era divisa in due zone: la zona bretone (la Dumnonia, la diocesi di Léon, la Cornovaglia, il Broërec), e la zona gallo-franca, o marca di Bretagna (Rennes, Nantes). Per rinforzare le proprie posizioni, i re carolingi sostenevano il popolamento franco della Bretagna, e portavano continui attacchi ai conti bretoni in perpetua rivolta contro i tributi che venivano loro imposti. Si organizzarono campagne militari nel 786, 799, 811. I capi bretoni furono regolarmente battuti, incapaci di fare fronte contro il nemico comune, fino a quando non riconobbero Morvan come unico capo, costringendo Ludovico ad intervenire.
Dopo la sconfitta Ludovico il Pio cercò la rivincita, inseguendo Morvan sino a Langonnet. Il primo re bretone fu ucciso in un luogo non identificato, da qualche parte tra Priziac e Carhaix.